# Naslednji ste vi
Naslednji ste vi (izviren angleški naslov: You're next) je ameriška grozljivka iz leta 2011, delo režiserja Adama Wingarda. Scenarij za film je napisal Simon Barret, v njem pa igrajo Sharni Vinson, Nicholas Tucci, Wendy Glenn, A. J. Bowen, in Joe Swanberg. Zgodba sledi družini, ki jo napade skupina zamaskiranih morilcev na družinskem srečanju. Toda morilcem ni znano, da ima eden izmed članov družine poseben talent za obrambo.
Film je svojo svetovno premiero doživel na mednarodnem filmskem festivalu v Torontu leta 2011 in bil izdan v kina 23. avgusta 2013, v ZDA. Film je zaslužil več kot 26 milijonov $ in prejel 75% pozitivnih mnenj na spletni strani Rotten Tomateos.

## Vsebina
Eric Harson in njegovo dekle Talia zaključita s spolnim odnosom. Ko se Eric oprha, najde Talijino truplo in napis ''Naslednji ste vi'' napisan s krvjo. Erica nato napade in ubije neznanec s tigrovo masko.
Kasneje se Erin in njen fant Crispian Davison, odpravljata na družinsko srečanje njegove družine v Misuri. Tam se dobita z Crispianovimi starši Aubrey in Paulom, Drakom (Crispianovim starejšim bratom), Kelly (Drakovo ženo), mlajšima sorodnikoma  Felixom in Aimee, ter z Zee (Felixovo dekle) in Tariqom (Aimeen fant). 
Med večerjo začnejo skozi okna streljati puščice, ki ubijejo Tariqa in ranijo Draka. Aimee steče ven po pomoč, vendar naleti na žico, ki ji prereže vrat, nato pa kmalu umre zaradi prevelike izgube krvi. Crispian odide iz hiše, da bi poiskal pomoč. Paul odnese Aubrey v njeno spalnico, in ko odide, iz pod postelje pride neznanec z lisičjo masko in ubije Aubrey. Ostali člani družine stečejo v spalnico in najdejo Aubreyino truplo, ter napis s krvjo ''Naslednji ste vi''.
Erin obvesti policijo in začne iskati predmete, ki bi jih lahko uporabili kot orožje. Tako sreča neznanca s tigrovo masko in ga rani. Kelly se vrne v spalnico in ugotovi, da je neznanec z lisičjo masko še vedno pod posteljo, zato v paniki zbeži k sosedom. Tam odkrije umorjen par, ki so ga ubili na začetku filma, nato pa jo ubije neznanec z ovčjo masko. V hiši skuša neznanec s tigrovo masko ubiti Erin, vendar ga ubije ona. Neznanec z ovčjo masko najde Draka, vendar ga Erin zabode z izvijačem in zato pobegne.
Paul med raziskovanjem hiše ugotovi, da so bili morilci v hiši že nekaj časa. To skuša povedati Felixu in Zee, vendar mu neznanec z lisičjo masko prereže vrat. Izkaže se, da sta Felix in Zee najela morilce, da bi pobili družino, ter da bi onadva dobila zapuščino. Medtem Erin (ki pe vedno ne pozna Feliovega in Zeeinega načrta) skupaj z Zee ustvarja pasti. Prizna ji, da je odrasla v preživetvenem taboru, kjer se je naučila različne tehnike preživetja. Zee skuša ubiti Erin, vendar jo nekaj zamoti. Felix medtem ubije Draka, potem ko ga nekajkrat zabode z izvijači.
Erin sliši pogovor med Felixem, Zee, morilcem z lisičjo masko, ter morilcem z ovčjo masko. Ko izve za njihov načrt, pobegne iz hiše in si poškoduje nogo. Morilec z ovčjo masko, ji sledi in Erin ga zabode v obraz. Ker ve, da se s poškodovano nogo ne more boriti, Erin nastavi past pred vhodna vrata. Vendar morilec z lisičjo masko vstopi skozi okno, vendar mu Erin postavi zasedo in ga ubije. Ker so njuni plačanci mrtvi, se Felix in Zee odločita sama ubiti Erin, vendar ona brutalno ubije oba. Crispian pokliče na Feilxov telefon, in ko se Erin javi ugotovi, da je tudi on vpleten v to zaroto. Crispian se vrne v hišo in obljublja Erin denar, vendar ga ona zabode v vrat in oko.
Policist prispe in vidi, kako je Erin ubila Crispiana zato jo ustreli v ramo. Ko pokliče okrepitve, skuša vstopiti v hišo, vendar ga ubije past pred vrati, ki jo je postavila Erin.

## Igralci
- Sharni Vinson kot Erin
- Nicholas Tucci kot Felix Davison
- Wendy Glenn kot Zee
- A. J. Bowen kot Crispian Davison
- Joe Swanberg kot Drake Davison
- Rob Moran kot Paul Davison
- Barbara Crampton kot Aubrey Davison
- Margaret Laney kot Kelly Davison
- Amy Seimetz kot Aimee Davison
- Ti West kot Tariq
- Lane Hughes kot Tom / morilec z lisičjo masko
- L.C. Holt kot Craig / morilec z ovčjo masko
- Simon Barrett kot Dave / morilec s tigrovo masko
- Larry Fessenden kot Erik Harson
- Kate Lyn Sheil kot Talia
- Calvin Reeder kot policist Trubiano